# Карол Грейдър
Каролин Уидни Грайдър, по-известна като Карол Грейдър (на английски: Carolyn Widney „Carol“ Greider), е американска молекулярна биоложка.
Тя е Блумбъргов професор и завеждащ катедрата по молекулярна биология и генетика в университета „Джонс Хопкинс“. През 1984 г., докато работи по докторската си дисертация при проф. Елизабет Блекбърн в Калифорнийския университет в Бъркли, Грейдър открива ензима теломераза. Прави пионерски изследвания над структурата на окончанията на хромозомите, наречени теломери. През 2009 г. получава Нобелова награда за физиология или медицина заедно с Блекбърн и колегата им Джак Шостак за откритието им, че теломерите се защитават от прогресивно скъсяване с помощта на ензима теломераза. Работата на тримата оказва голямо влияние в областта на онкологичните заболявания и изследванията на стареенето.

## Произход и образование
Грейдър е родена на 15 април 1961 г. в Сан Диего, Калифорния в семейството на Кенет Грайдър, професор по физика. Когато е малка, семейството ѝ се мести от Сан Диего в Дейвис, Калифорния, където през 1979 г. започва да учи в гимназия „Дейвис“. През 1983 г. завършва Колежа за творчески изследвания към Университета на Калифорния в Санта Барбара, с бакалавърска степен по биология. По същото време учи паралелно и в Гьотингенския университет.

## Откриване на теломеразата
През април 1984 г., на 23 години, Грейдър започва докторантура към лабораторията на проф. Елизабет Блекбърн в Университета на Калифорния в Бъркли. Блекбърн търси ензим, за който се предполага, че добавя допълнителни нуклеотидни бази към краищата на хромозомите. Без тези допълнителни бази, които се добавят като повтарящ се мотив от шест базови двойки, хромозомите биха се съкращавали по време на ДНК репликация, водейки в крайна сметка до увреждания и стареене или до смесване на хромозоми, и в резултат на това до онкологични заболявания. В търсенето на ензима, Блекбърн и Грейдър изследват моделния организъм Tetrahymena thermophila, сладководен едноклетъчен организъм с голям брой теломери.
На 25 декември 1984 г. Грейдър първа получава резултати, потвърждаващи наличието на конкретен кандидат за търсения ензим. След шест месеца допълнителни проучвания Грейдър и Блекбърн заключават, че са открили ензима, отговорен за поправката на теломерите. Публикуват своите открития в списание „Cell“ през декември 1985 година. Ензимът, първоначално наречен „telomere terminal transferase“, е известен като теломераза. С него се изграждат наново окончанията на хромозомите и това определя продължителността на живота на клетките. и способността им да се делят без да умират.
През 1987 г. Грейдър успешно защитава доктората си.

## Кариера
Грейдър получава преподавателски пост в лабораторията „Колд Спринг Харбър“, Лонг Айлънд, Ню Йорк. Там в сътрудничество с Роналд ДеПиньо, тя създава първата мишка с генетично модифицирани теломерази, с която показва, че постепенно скъсяващите се теломери водят в резултат до различни по увреждане фенотипи, което на разговорен език се нарича „преждевременно стареене“.
През 2006 г. Карол Грейдър, Елизабет Блекбърн и Джак Шостак от Харвардското медицинско училище си поделят наградата „Албърт Ласкър“ за фундаментални медицински изследвания за работата си над теломерите.  Три години по-късно, през 2009 г., тримата получават и Нобеловата награда за физиология или медицина „за откритието как хромозомите се защитават от теломери и от ензима теломераза“.
През февруари 2014 г. Грейдър е избрана за Блумбъргов професор (Bloomberg Distinguished Professor) в университета „Джонс Хопкинс“.